# Janusz Tadeusz Maciuszko
Janusz Tadeusz Maciuszko (ur. 12 marca 1957 w Warszawie, zm. 11 września 2020 tamże) – polski historyk Kościoła, profesor nauk teologicznych, nauczyciel akademicki Wydziału Teologicznego Chrześcijańskiej Akademii Teologicznej w Warszawie (ChAT), profesor zwyczajny ChAT, były prorektor tej uczelni i dziekan Wydziału Teologicznego oraz wykładowca Ewangelikalnej Wyższej Szkoły Teologicznej we Wrocławiu.

## Wykształcenie i kariera naukowa

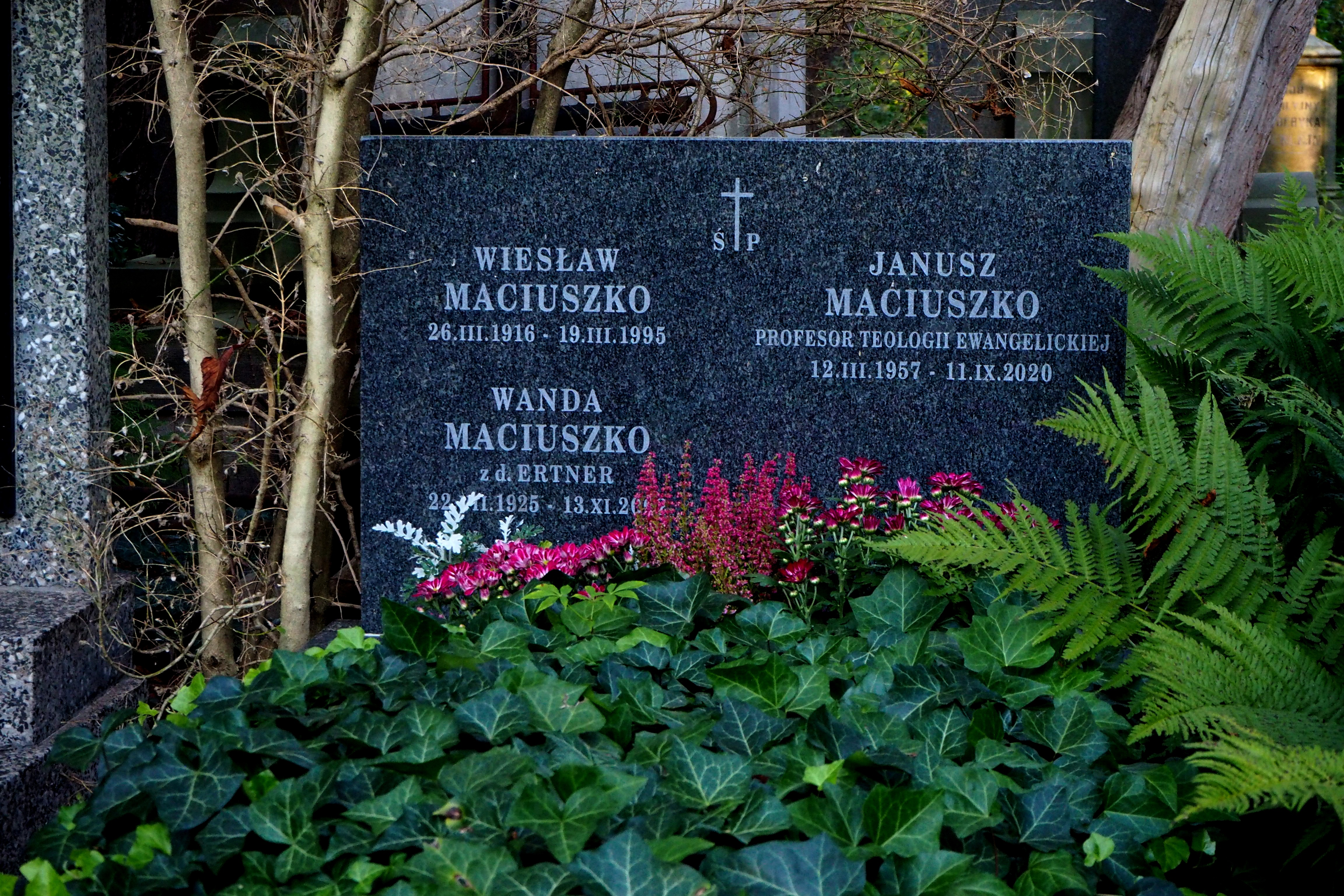
Grób prof. Janusza Tadeusza Maciuszki na cmentarzu ewangelicko-augsburskim przy ul. Młynarskiej w Warszawie

Ukończył studia w ChAT (teologia ewangelicka – 1981) i na Uniwersytecie Warszawskim (historia – 1982). Doktoryzował się i habilitował w ChAT. W roku 2003 był nominowany do Nagrody im. Jana Długosza za książkę Mikołaj Rej – zapomniany teolog ewangelicki z XVI wieku będącej próbą systematyzacji twórczości etyczno-teologicznej Mikołaja Reja. Do 2015 był redaktorem naczelnym czasopisma „Rocznik Teologiczny”.
Wypromował wielu doktorów, w tym Krzysztofa Bilińskiego, Zygmunta Karela, Bogusława Milerskiego, Edwarda Puśleckiego, Jana Tołwińskiego.
25 września 2020 został pochowany na cmentarzu ewangelicko-augsburskim w Warszawie (aleja 12, grób 19).

## Odznaczenia
W roku 2003 został nominowany do Nagrody im. Jana Długosza za książkę Mikołaj Rej. Zapomniany teolog ewangelicki z XVI wieku.
W 2014 Senat ChAT nadał mu Medal za Zasługi dla Chrześcijańskiej Akademii Teologicznej w Warszawie.

## Wybrane publikacje
- Konfederacja Warszawska 1573 roku. Geneza, pierwsze lata obowiązywania, Chrześcijańska Akademia Teologiczna, Warszawa 1984
- Symbole w religijności polskiej doby baroku i kontrreformacji, Chrześcijańska Akademia Teologiczna, Warszawa 1986
- Ewangelicka postyllografia polska XVI–XVIII wieku. Charakterystyka porównawcza – analiza – recepcja, Chrześcijańska Akademia Teologiczna, Warszawa 1987
- Wprowadzenie do nauk o religii, Chrześcijańska Akademia Teologiczna, Warszawa 1992
- Mikołaj Rej. Zapomniany teolog ewangelicki z XVI wieku, Chrześcijańska Akademia Teologiczna, Warszawa 2002